# Dicranotropis corporaali
Dicranotropis corporaali är en insektsart som beskrevs av Frederick Arthur Godfrey Muir 1923. Dicranotropis corporaali ingår i släktet Dicranotropis och familjen sporrstritar. Inga underarter finns listade i Catalogue of Life.